# Storie incredibili (serie televisiva 1985)
Storie incredibili (Amazing Stories) è una serie televisiva statunitense di genere fantastico, trasmessa per 2 stagioni dalla NBC, dal 1985 al 1987.

## Descrizione

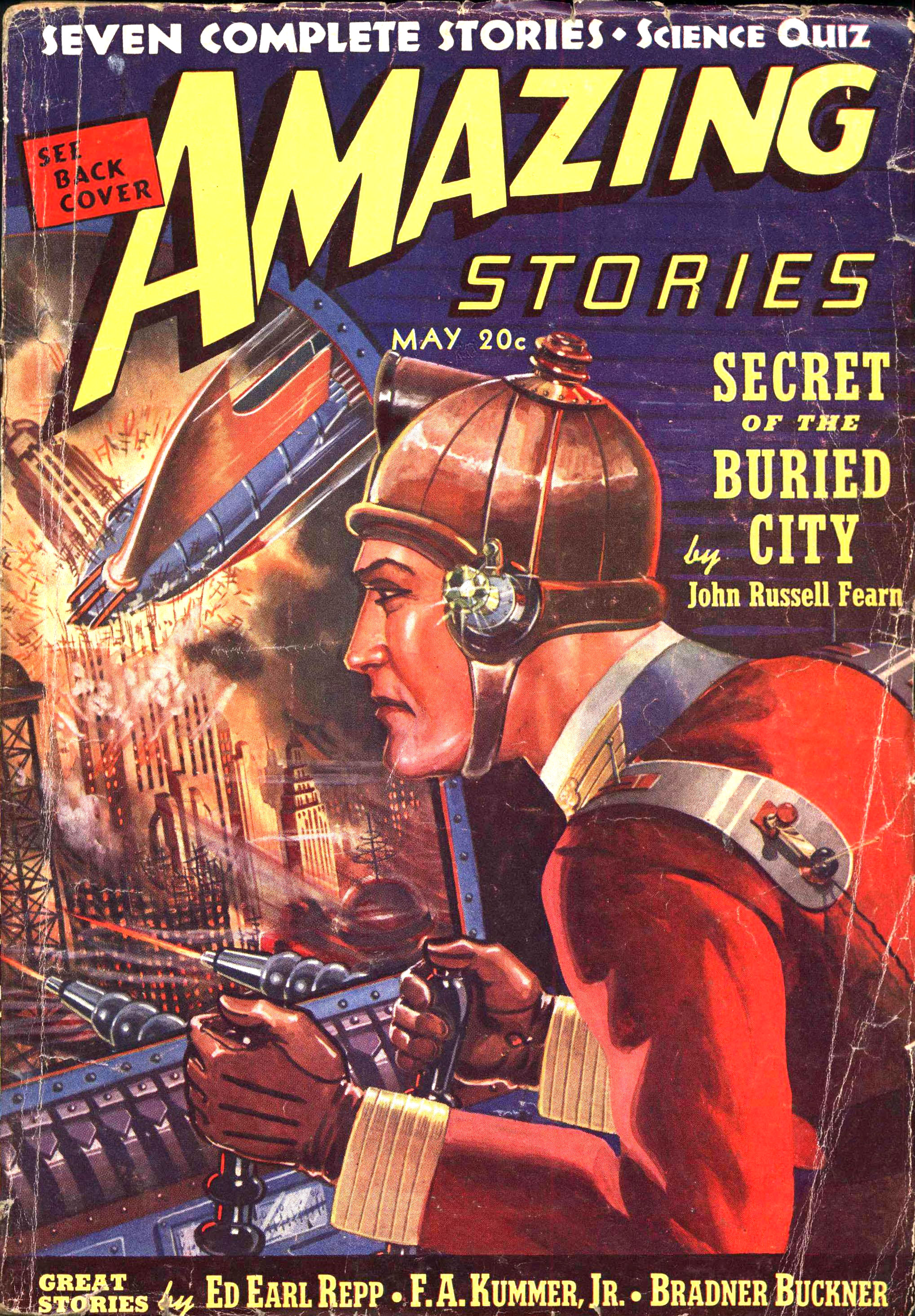
Amazing Stories, la storica rivista di fantascienza che ha ispirato il titolo della serie

Ideata e curata da Steven Spielberg (che diresse anche un paio di episodi, tra cui il primo), la serie è di tipo antologico, in quanto raccoglie episodi a sé stanti (affidati a diversi registi) e senza personaggi fissi, sulla falsariga di serie classiche quali Ai confini della realtà e Alfred Hitchcock presenta di cui cercava di "rinverdire i fasti". Tuttavia, nonostante le regie affidate a illustri cineasti hollywoodiani (tra cui, oltre a Spielberg, Martin Scorsese e Clint Eastwood) e la presenza di molti attori famosi, la serie non decollò e chiuse dopo solo due stagioni e 45 episodi.
Candidata nelle due stagioni di programmazione a 12 Emmy Award (molti dei quali "tecnici", come fotografia, trucchi e suono), ne vinse 5, di cui 4 nell'edizione del 1986.
Il sesto episodio della serie L'incredibile Falsworth (The Amazing Falsworth, regia di Peter Hyams) fece vincere allo sceneggiatore Mick Garris un Edgar Award come Miglior episodio dell'anno. Nel 2007 è stata nominata ai Saturn Award nella categoria Best Retro Television Series Release on DVD.
Il titolo originale della serie, Amazing Stories, è un esplicito omaggio all'omonima e celeberrima rivista di fantascienza statunitense, di cui Spielberg è sempre stato un estimatore fin da bambino.
In alcuni paesi, tra cui gli stessi Stati Uniti, il nome di Spielberg (che era all'apice della notorietà dopo i grandi successi di Lo squalo, E.T. e Indiana Jones) venne spesso associato al titolo ufficiale, divenendo "Steven Spielberg Presents Amazing Stories".

## Episodi
| Stagione         | Episodi | Prima TV originale | Prima TV Italia |
| ---------------- | ------- | ------------------ | --------------- |
| Prima stagione   | 24      | 1985-1986          | 1993-1995       |
| Seconda stagione | 21      | 1986-1987          | 1994-1995       |

## Guest star
La serie può vantare la presenza di numerose star dell'epoca: Kevin Costner, Gary Coleman, Kiefer Sutherland, Mark Hamill, Harvey Keitel, Christopher Lloyd e Abbe Lane.

## Regie
Una delle caratteristiche più originali della serie è la presenza alle regie di importanti nomi del panorama cinematografico, che vennero contattati da Spielberg e convinti a sposare il progetto dirigendo alcuni episodi: ai già citati Scorsese e Eastwood, si aggiungono Joe Dante, Robert Stevens, Robert Zemeckis, Kevin Reynolds, Irvin Kershner, Tobe Hooper, Danny DeVito, Timothy Hutton, Paul Michael Glaser.

## Spin-off
Sei anni dopo la conclusione della serie, è stata trasmessa Qua la zampa, Doggie, serie spin-off di dieci episodi realizzata a partire dall'episodio Qua la zampa Doggie.
Il videogioco The Dig è nato per un'idea che Spielberg aveva avuto per Storie incredibili, ma che infine decise essere troppo costosa da filmare.
Negli anni 1985-1986 la TSR ha pubblicato una serie di romanzi tie-in con il marchio "Amazing Stories". Si tratta di sei librigioco nei quali il lettore sceglie a che pagina saltare in alcuni momenti-chiave.
1. The 4-D Funhouse di Clayton Emery ed Earl Wajenberg. Illustrazione di copertina di Jeff Easley.
2. Jaguar! du Morris Simon. Illustrazione di copertina di Jeff Easley.
3. Portrait in Blood di Mary L. Kirchoff (con lo pseudonimo di Mary Kirchoff). Illustrazione di copertina di Jeff Easley.
4. Nightmare Universe di Gene DeWeese e Robert Coulson. Illustrazione di copertina di Jeff Easley.
5. Starskimmer di John Betancourt. Illustrazione di copertina di Douglas Chaffee.
6. Day of the Mayfly di Lee Enderlin. Illustrazione di copertina di Douglas Chaffee.